# ヴコヴァルの虐殺
ヴコヴァルの虐殺（ヴコヴァルのぎゃくさつ、クロアチア語: Masakr na Ovčari）は、クロアチアのヴコヴァル近郊で1991年11月20日から翌21日にかけて行われたユーゴスラビア人民軍と民兵によるクロアチア人虐殺事件である。この事件では、263名の男性と1名の女性の計264名が殺害され、身元が特定出来ているのはうち194人に止まっており、殺害された多くはクロアチア人であった。この虐殺はヴコヴァルの戦いの最後に起こされた。

## ヴコヴァル陥落
ヴコヴァル包囲の間、数百人の人々がヴコヴァルの病院に避難していた。しかし1991年11月18日にヴコヴァルが陥落した後、ユーゴスラビア人民軍とセルビア人準軍事組織により、少なくとも400人以上の非セルビア人が連れ出されたという。その内250人以上がオヴチャラ農場へ連行され、そこで激しい暴行を受けたとされている。その後捕虜たちは10～20人ほどの集団に分けられ、別の場所へ移送され、そこで処刑された。遺体は近くの共同墓地へ埋められたという。